# 핸섬을 찾아라
《핸섬을 찾아라》는 2024년 11월 12일에 방영 예정인 《KBS 드라마 스페셜 2024》 시리즈 번째 작품이다.

## 줄거리
재기를 꿈꾸는 해체 13년차 무명 아이돌 ‘큐티’가 실종된 전 멤버 ‘핸섬’을 찾아 떠나는 여정을 그린 로드무비

## 등장 인물

### 주요 인물
- 오승훈 : 큐티 역
- 한은성 : 지니어스 역
- 이우태 : 샤이 역
- 김준범 : 톨 역
- 홍종현 : 핸섬 역

### 주변 인물
- 이서환 : 박광배 역
- 홍나현 : 오공주 역
- 홍성표 : 백광철 매니저 역
- 강준 : 준배 역
- 김계림 : 김영희 기자 역
- 노매드 : 동서남북 역